# فالمير سوليماني
فالمير سوليماني (بالألمانية: Valmir Sulejmani)‏ (1 فبراير 1996 بسكسونيا السفلى في ألمانيا - ) هو لاعب كرة قدم ألماني في مركز الهجوم. شارك مع منتخب ألمانيا تحت 17 سنة لكرة القدم ومنتخب ألبانيا تحت 21 سنة لكرة القدم ومنتخب كوسوفو لكرة القدم. أما مع النوادي، فقد لعب مع هانوفر 96 ويونيون برلين.

## روابط خارجية
- فالمير سوليماني على موقع الاتحاد الأوربي (الإنجليزية)
- فالمير سوليماني على موقع قاعدة بيانات كرة القدم.إي يو (الإنجليزية)
- فالمير سوليماني على موقع بيانات كرة القدم. دي إي (الألمانية)
- فالمير سوليماني على موقع ناشيونال فوتبول تيمز (الإنجليزية)
- فالمير سوليماني على موقع Soccerway.com (الإنجليزية)
- فالمير سوليماني على موقع عالم كرة القدم.نت (الإنجليزية)
- فالمير سوليماني على موقع AS.com (الإسبانية)